# Rue de Gribeauval
Rue de Gribeauval är en gata i Quartier Saint-Thomas-d'Aquin i Paris sjunde arrondissement. Gatan är uppkallad efter den franske generalen Jean-Baptiste Vaquette de Gribeauval (1715–1789). Rue de Gribeauval börjar vid Place Saint-Thomas-d'Aquin 2 och slutar vid Rue du Bac 43.

## Omgivningar
- Saint-Thomas-d'Aquin
- Place Saint-Thomas-d'Aquin
- Impasse de Valmy
- Rue Sébastien-Bottin
- Boulevard Saint-Germain
- Rue de Montalembert

## Bilder
| - Saint-Thomas-d'Aquin. - Rue Sébastien-Bottin. |

## Kommunikationer
- Tunnelbana – linje  – Rue du Bac
- Busshållplats Rue du Bac – René Char – Paris bussnät

### Webbkällor
- ”Rue de Gribeauval”. Mairie de Paris. https://web.archive.org/web/20160303213916/http://www.v2asp.paris.fr/commun/v2asp/v2/nomenclature_voies/Voieactu/4295.nom.htm. Läst 6 november 2023.
- ”Rue de Gribeauval (7ème arrondissement)”. Les rues de Paris. https://web.archive.org/web/20160409055451/http://www.parisrues.com/rues07/paris-07-rue-de-gribeauval.html. Läst 6 november 2023.